# ヤン・マイテンス
ヤン・マイテンスまたはヨハネス・マイテンス（Jan Mijtens、名は Johan または Johannesとされる事もあり、姓はMytens と綴られることもある。1614年ころ生まれ、1670年12月没）はオランダ黄金時代の画家の一人である。デン・ハーグで働き、貴族や有力者の肖像画を描いて人気があった。

## 略歴
デン・ハーグの皮革職人（鞍職人）の息子に生まれた 。叔父にあたるダニエル・マイテンス(Daniël Mijtens (I): c.1590-1647/48)とイサーク・マイテンス(Isaac Mijtens: 1602-1666)から絵を学んだと考えられている。1642年にデン・ハーグの聖ルカ組合に加入が認められ、15年ほど後に組合の監督になった。デン・ハーグで人気のある肖像画家になり、貴族や高位の役人から注文を受けて肖像画を描いた。デンハーグの有力な画家とともに、1656年に結成された「Confrérie Pictura(絵の兄弟信心会)」の創立メンバーになった。
家族全員を描く集団肖像画を含む様々な肖像画、人物画を描いた。
Nicolaes Lissant、Gerard De Nijst、Adriaen Stalpert van der Wiele、Pouwels Van de Velde、Andries Thijszといった多くの弟子がいた。

## 作品

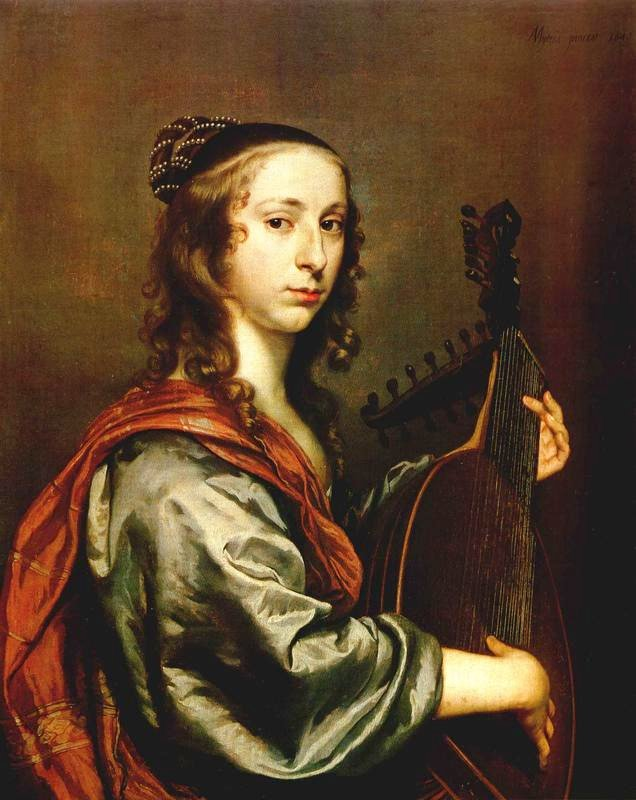
リュートを弾く女性(1648) アイルランド国立美術館 蔵
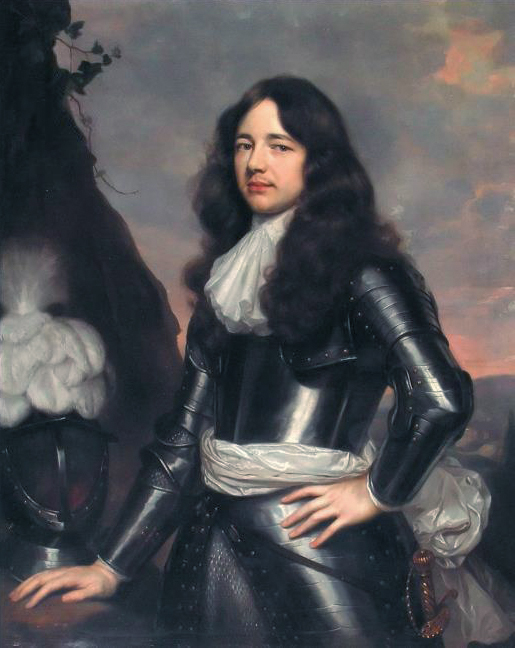
Alexander Bruce, 2nd Earl of Kincardineの肖像
家族の肖像画(1655) スウェーデン国立美術館 蔵
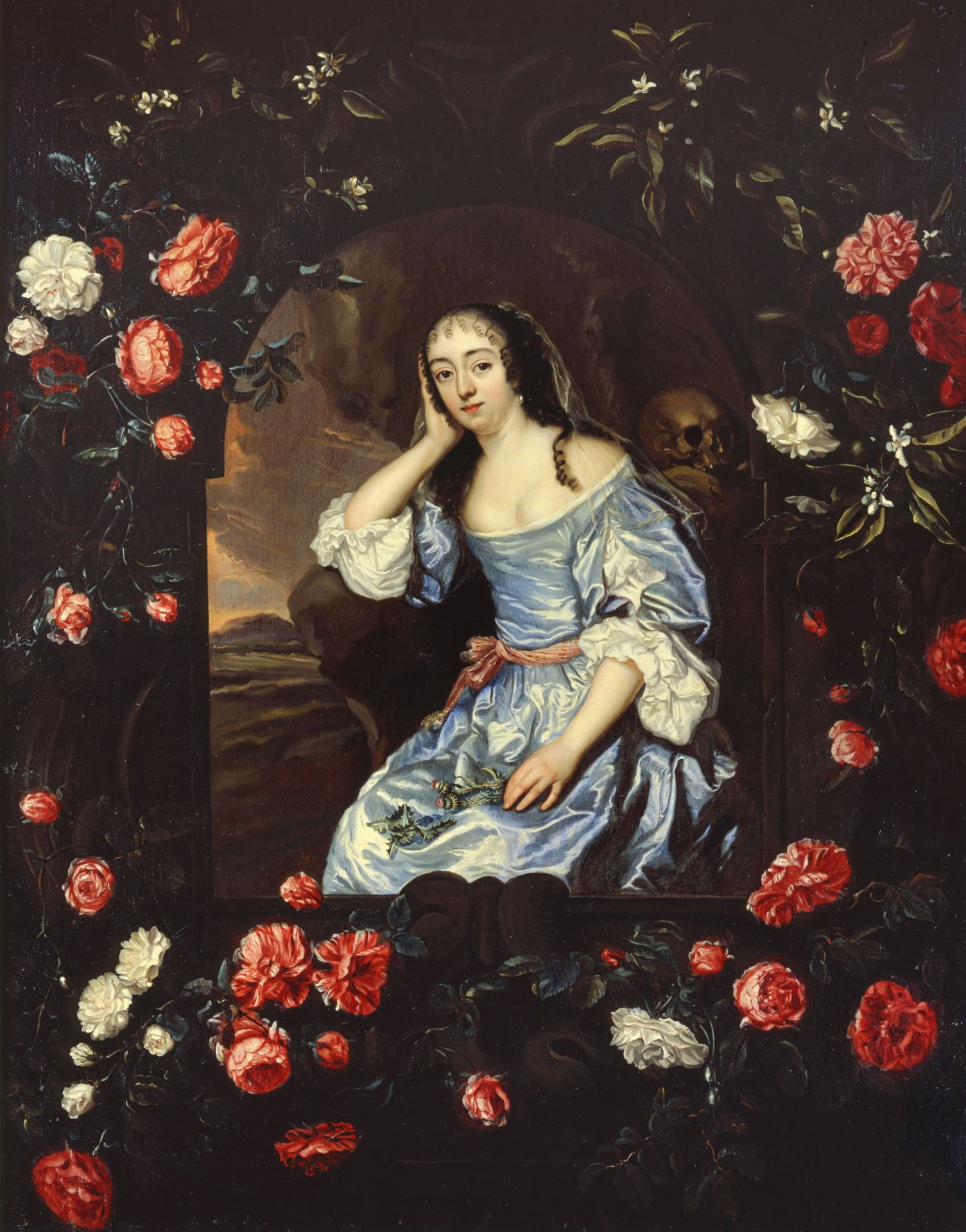
オラニエ公の娘マリヤ ドレスデン美術館 蔵

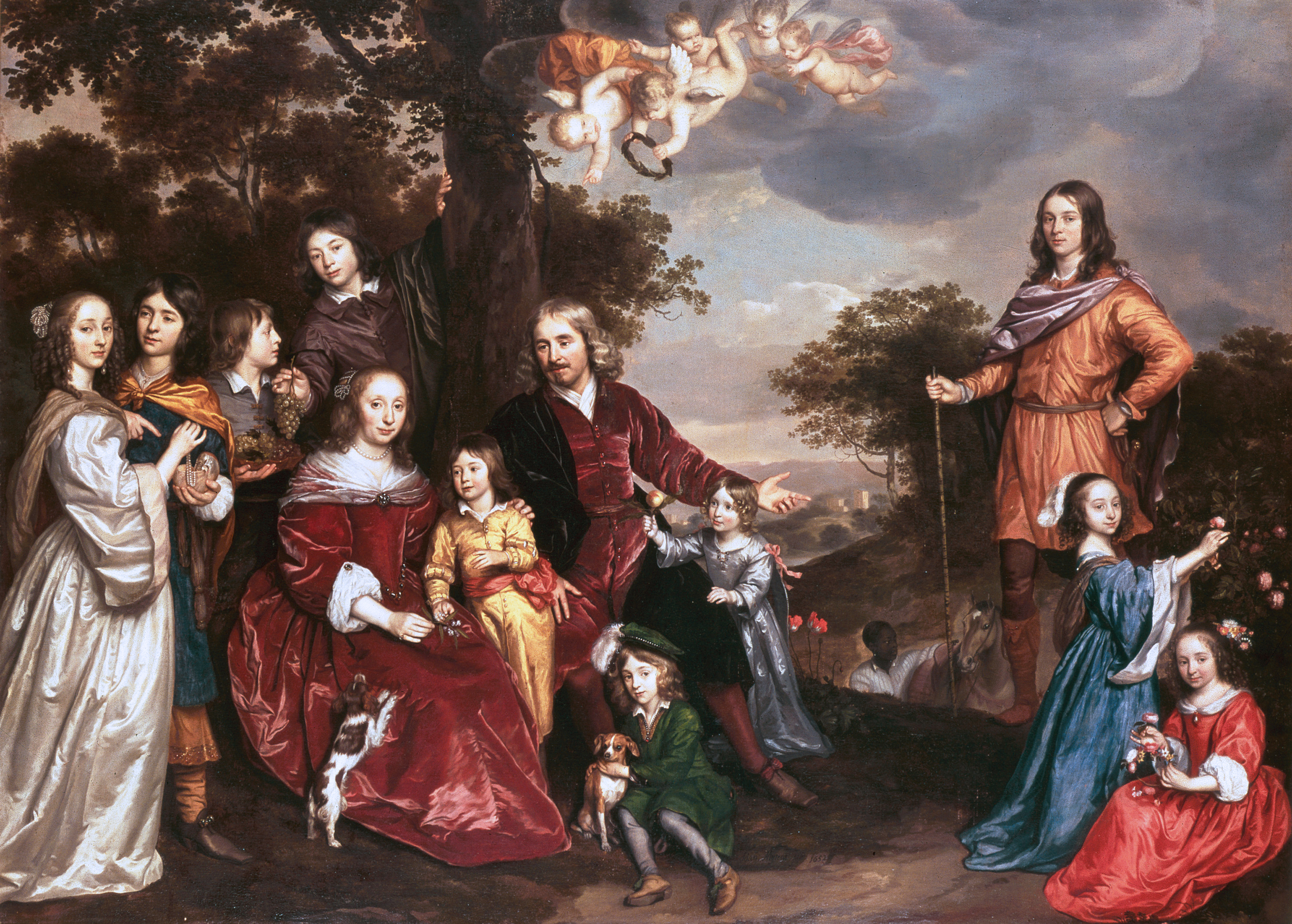
" Willem van den Kerckhoven and Family" Kunstmuseum Den Haag 蔵
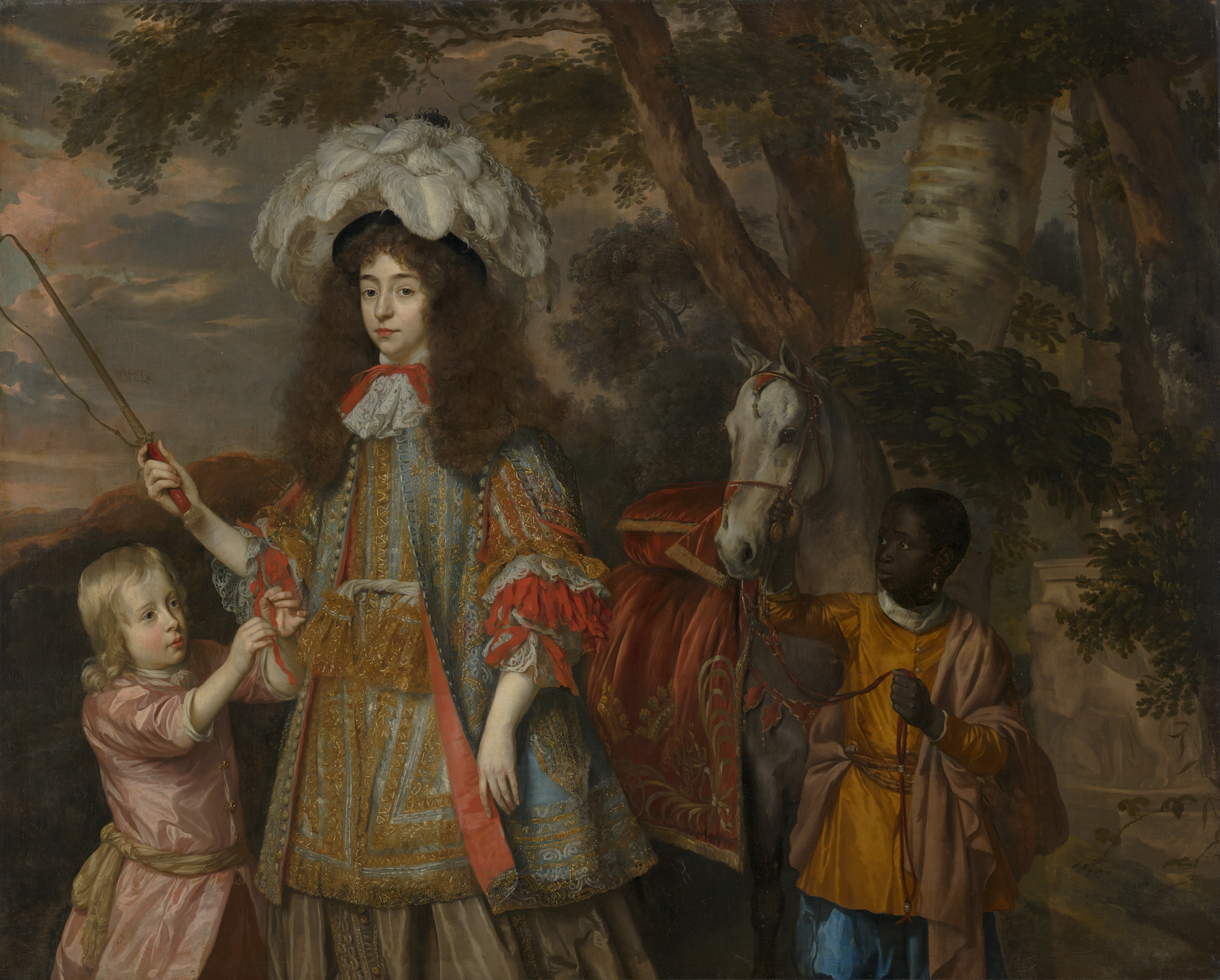
オラニエ公の娘マリヤら(c.1665) マウリッツハイス美術館 蔵
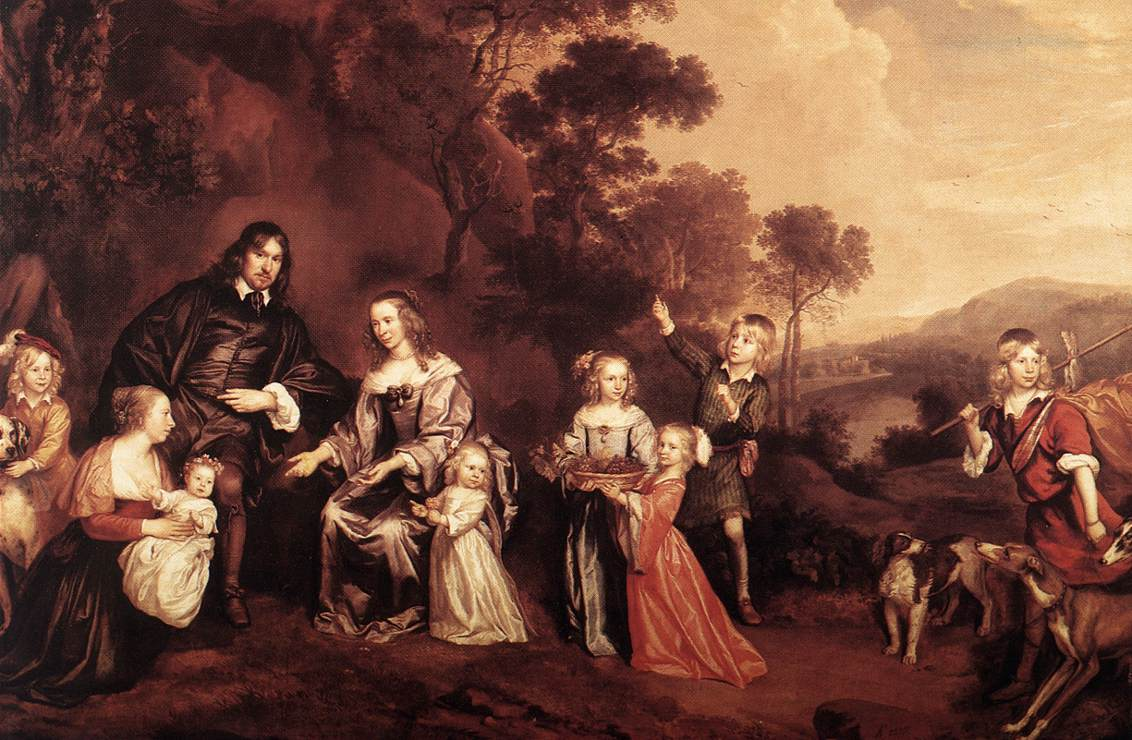
家族の肖像画